# Element Florístic Ibèric Balear
S'anomena Element Florístic Ibèric Balear al grup corològic balear d'origen Messinià que inclou els tàxons que es troben també a la península Ibèrica (majoritàriament a la façana mediterrània).
Tàxons ibèrics a les Balears:
- Andryala ragusina L.
- Asperula paui Font Quer
- Asplenium majoricum Litard.
- Asplenium petrarchae (Guérin) DC. subsp. bivalens (D.E. Meyer) Lovis & Reichst.
- Chaenorrhinum origanifolium (L.) Fourr. subsp. crassifolium (Cav.) Rivas Goday & Borja
- Diplotaxis ibicensis (Pau) Gómez Campo
- Genista lucida Cambess.
- Lamottea diania (Webb) G. López
- Medicago citrina (Font Quer) Greuter
- Saxifraga corsica (Duby) Gren. & Godron subsp. cossoniana (Boiss.) D. A. Webb
- Silene cambessedesii Boiss. & Reut.
- Silene hifacensis Rouy ex Willk.
- Thymus vulgaris L. subsp. aestivus (Reuter ex Willk.) A. Bolos & O. Bolos